# Acanthogorgia granulata
Acanthogorgia granulata är en korallart som beskrevs av Manfred Grasshoff 1973. Acanthogorgia granulata ingår i släktet Acanthogorgia och familjen Acanthogorgiidae. Inga underarter finns listade i Catalogue of Life.